# 矢野寛樹
矢野 寛樹（やの ひろき、1962年11月25日 - ）は、テレビ新広島（TSS）のテレビプロデューサーで、元アナウンサー。現職は報道制作局局次長兼報道編集長。TSS開発 取締役（非常勤）。鳥取県米子市出身。

## 人物
東洋大学を卒業後、1987年にテレビ新広島へ入社。大学の先輩でもある神田康秋の後継者としてプロ野球（広島東洋カープ）やサッカー（サンフレッチェ広島）など、テレビ新広島のスポーツ実況の中心を担った。2007・2011年のワールドカップバレーボールの地元・広島開催の日本戦では実況を担当。
1989年7月15日から16日にかけて全国ネットで放送された『FNSスーパースペシャル1億人のテレビ夢列島』で広島県立大学から生中継を担当。学生たちが騒ぎ、司会のタモリ・明石家さんまと会話が噛み合わない他、二人からいじられていた。
報道部への異動のため、2014年7月1日の広島東洋カープ対読売ジャイアンツ戦を以ってスポーツ中継から引退した。異動後は報道制作局局次長兼報道編集長に就任した。
異動後も時折取材VTRや中継のリポーターとして出演することがある。

## 担当番組
プロデューサー
- そ〜だったのかンパニー
- 西村キャンプ場（シーズン1、2）

## 出演番組
- FNSスーパースペシャル 1億人のテレビ夢列島'89 （中継アナウンサー）
- enjoy! Baseball 他スポーツ中継
- TSSスーパーニュース（報道部に異動後は編集長として番組に関与）
- 釣りごろつられごろ
- 情報チャージ 知りため!→知りため!プラス スポーツコーナー（異動後も報道編集長として不定期出演）
- 今夜は絶対眠れない!生ナマ3時間SP 朝まで裏カープ（2013年11月16日）MC